# Mork vom Ork

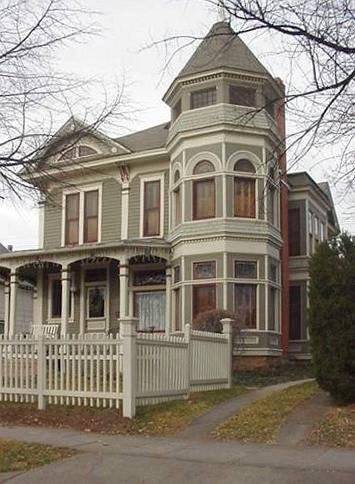
1619 Pine St, Boulder, Colorado. Dieses Haus diente für die Außenaufnahmen von Mindys Haus.

Mork vom Ork (Originaltitel: Mork & Mindy) ist eine US-amerikanische Sitcom mit Science-Fiction-Elementen, die von 1978 bis 1982 im US-Fernsehen bei ABC ausgestrahlt wurde. Die Serie ist ein Spin-off von Happy Days und wurde dort mit einer Backdoor-Pilotfolge gestartet. Durch die Hauptrolle des Außerirdischen Mork wurde der Schauspieler Robin Williams international bekannt. Es entstanden in vier Staffeln insgesamt 95 Folgen.

## Handlung
Die Serie handelt von dem Außerirdischen Mork vom Planeten Ork, der die Menschen beobachten soll und seinem Vorgesetzten Orson darüber am Ende jeder Folge in Form eines ironischen oder gefühlvollen Kommentars berichtet.
Mork fliegt mit seinem überdimensionalen Raum-Ei zur Erde. Er war ein Retortenbaby,  benutzt als Grußformel „Nano-Nano“ (im Original: „Na-Nu Na-Nu“), kann mit dem Zeigefinger trinken und telekinetische Kunststückchen demonstrieren. Er sitzt auf seinem Gesicht und schläft an einem Trapez hängend. Gewalt setzt er nicht ein. Diese wurde auf Ork abgeschafft.
Mork lernt die junge Mindy McConnell aus der Stadt Boulder (Colorado) kennen, die ihn bei sich aufnimmt. Sie arbeitet in der Musikalienhandlung ihres verwitweten Vaters Fred, in der auch ihre Großmutter Cora aushilft und Musikunterricht erteilt.
Die Witze basieren in der Regel darauf, dass Mork zwar bereits vor seiner Ankunft dank des Fernsehens umfassende Kenntnisse über die nach Ork’schem Verständnis primitive irdische Zivilisation, hier insbesondere die US-amerikanische Gesellschaft, erworben hat, sich aber an die gängigen Umgangsformen nur schwer anpassen kann. Mit seiner naiven, direkten, überschwänglichen Art eckt er schnell an oder brüskiert die Menschen. Die US-amerikanische Originalfassung wird geprägt von Robin Williams’ Schauspielkunst und von dessen Improvisationstalent und Wortwitz.
Die deutsche Synchronfassung steht deshalb vor kaum lösbaren Übersetzungsproblemen. Die prägnante Begrüßung mit dem zehnjährigen schwarzen Musikschüler Eugene durch gegenseitiges Anstoßen der Pobacken mit den Worten „Hamsti-Bamsti“ beispielsweise geht im Original nicht auf Morks außerirdische Sitten und Gebräuche zurück, sondern auf eine Parodie stereotyper Begrüßungsrituale und -floskeln von Afroamerikanern.
Nach der sehr erfolgreichen ersten Staffel wurden noch drei weitere produziert, die jedoch beim Publikum nicht mehr so gut ankamen. In der zweiten und dritten Staffel entwickelt sich eine romantische, aber platonische Beziehung zwischen Mork und Mindy, bis sie in der vierten Staffel schließlich heiraten und den gemeinsamen Sohn Mearth bekommen, dargestellt von Jonathan Winters, Robin Williams’ Mentor und Idol. Morks Konfrontation mit der ungewohnten irdischen Alltagskultur wirkt nicht mehr so glaubwürdig und verliert an Esprit. Er hat Probleme, eine bezahlte Arbeit zu finden, während Mindy ein Journalistikstudium absolviert und bei einem lokalen Fernsehsender Karriere macht. Mindys Vater, an dessen zweite Ehefrau Cathy sich Mindy erst gewöhnen muss, und ihre Großmutter sind nicht mehr fester Bestandteil der Handlung. Sie werden durch das Geschwisterpaar Jeanie und Remo Da Vinci aus New York ersetzt, die in Boulder erst einen Imbiss und später ein Restaurant eröffnen. Zudem treten Mindys Cousin Nelson Flavor, ein eitler Schönling mit politischen Ambitionen, und der menschenscheue Nörgler Mr. Bickley auf, der im Erdgeschoss unter Mork und Mindy wohnt. Running Gag ist der exzentrische Weltuntergangsprediger und Anführer der imaginären „Freunde der Venus“ Exidor.

## Synchronisation
| Rolle                | Schauspieler   | Synchronsprecher                                                         |
| -------------------- | -------------- | ------------------------------------------------------------------------ |
| Mork vom Ork         | Robin Williams | Peter Ehret (ZDF-Synchronisation) Andreas Lachnit (Pro7-Synchronisation) |
| Mindy Beth McConnell | Pam Dawber     | Ulrike Möckel (Pro7-Synchronisation)                                     |

## Auszeichnungen (Auswahl)
Hauptdarsteller Robin Williams erhielt 1979 für seine Rolle den Golden Globe Award. Im selben Jahr wurde die Serie zwei Mal mit dem People’s Choice Award ausgezeichnet.

## Veröffentlichung
Am 22. März 2019 erschien eine deutschsprachige DVD-Komplettbox von Fernsehjuwelen mit allen vier Staffeln (14 DVDs, ca. 2297 Minuten, FSK 12).